# Kabinett Lafontaine II
Als Kabinett Lafontaine II bezeichnet man die saarländische Landesregierung unter Ministerpräsident Oskar Lafontaine (SPD) vom 21. Februar 1990 bis zum 23. November 1994.
Nach den Landtagswahlen vom 28. Januar 1990 wurde Oskar Lafontaine vom Landtag des Saarlandes in dessen zehnter Legislaturperiode als Ministerpräsidenten wiedergewählt. Seinem Kabinett gehörten an:
| Amt                                                                        | Name                          | Partei | Partei |
| -------------------------------------------------------------------------- | ----------------------------- | ------ | ------ |
| Ministerpräsident                                                          | Oskar Lafontaine              |        | SPD    |
| Minister des Inneren                                                       | Friedel Läpple                |        | SPD    |
| Minister der Finanzen                                                      | Hans Kasper                   |        | SPD    |
| Minister der Justiz                                                        | Arno Walter                   |        | SPD    |
| Minister für Wissenschaft und Kultur                                       | Diether Breitenbach           |        | SPD    |
| Ministerin für Bildung und Sport                                           | Marianne Granz                |        | SPD    |
| Ministerin für Arbeit und Frauen bis 18. Februar 1991                      | Brunhilde Peter               |        | SPD    |
| Ministerin für Gesundheit und Soziales bis 18. Februar 1991                | Christiane Krajewski          |        | SPD    |
| Ministerin für Frauen, Arbeit, Gesundheit und Soziales ab 18. Februar 1991 | Christiane Krajewski          |        | SPD    |
| Minister für Wirtschaft                                                    | Hans-Joachim Hoffmann         |        | SPD    |
| Minister für Wirtschaft                                                    | Reinhold Kopp ab 5. Juni 1991 |        | SPD    |
| Minister für Umwelt                                                        | Jo Leinen                     |        | SPD    |